# 涌蓋山
涌蓋山（わいたさん）是位在大分縣和熊本縣的成層火山。標高1,500公尺。

## 概要
九重連山稍微西北的獨立峰，位在大分縣玖珠郡九重町和熊本縣阿蘇郡小國町之間，山頂屬大分縣。
因秀麗均等的圓錐形山容，所以在大分縣稱作玖珠富士、在熊本縣稱作小國富士，日本三百名山之一。
周邊是日本有數的地熱地帶，還有九重九湯（寶泉寺溫泉、壁湯溫泉、川底溫泉、筌之口溫泉、筋湯溫泉等）、岳之湯溫泉等溫泉湧出。

## 關連項目
- 鄉土富士
- 九重山

## 外部連結
- 涌蓋山（わいた）-山歩き-九州森林管理局
- 國土地理院 地圖閱覽システム 2萬5千分1地形図名：湯坪 (北西) （页面存档备份，存于）